# Piramida w Rapie
Piramida w Rapie – zbudowana w 1811 (według innych źródeł w 1808 albo 1795) w mazurskiej wsi Rapa grobowiec rodzinny pruskiego rodu baronów von Fahrenheid, zaprojektowany przez bliżej nieznanego architekta. Często uważa się, że jest nim Bertel Thorvaldsen, jednak nie ma jednoznacznych dowodów na poparcie tej tezy. Charakterystyczną cechą budowli jest kształt, przypominający starożytne egipskie piramidy.

## Historia
Wieś Rapa od pierwszej połowy XVIII wieku należała do rodu Fahrenheidów. Kupili ją oni od Christopha von Rap, stąd nazwa wsi. Główna siedziba Fahrenheidów znajdowała się w położonych kilkanaście kilometrów na północ Bejnunach (Beynuhnen), dziś w obwodzie królewieckim, gdzie w swoim pałacu zgromadzili oni imponującą kolekcję rzeźby i malarstwa.

### Historia budowy
Starożytnym Egiptem zainteresował się właściciel majątku w Rapie, baron Friedrich von Fahrenheid. Był on zapalonym kolekcjonerem dzieł sztuki i mecenasem artystów. Ukończył studia na uniwersytecie w Królewcu, gdzie słuchał wykładów samego Immanuela Kanta. Podczas podróży po Europie odbywanej na początku XIX wieku zetknął się w Paryżu z modną wówczas, po wyprawie egipskiej Napoleona, egiptologią. Zafascynowany opowieściami o posiadających niezwykłe właściwości, monumentalnych piramidach postanowił zbudować podobną w swoim majątku. Przeznaczeniem tej budowli miało być przechowywanie doczesnych szczątków Fahrenheidów, a panujące w niej warunki miały sprzyjać mumifikacji ciał. Przyjmuje się, lecz nie jest to prawda, że budowę grobowca powierzono Thorvaldsenowi, którego mecenasami byli Fahrenheidowie – ozdobił on rzeźbami m.in. park ich dworu w Rapie i pałacu w Bejnunach.

### Pochowani
Pierwszą osobą złożoną w „piramidzie” była trzyletnia córka barona, Ninette, zmarła wkrótce po powrocie barona z wojaży zagranicznych i pochowana w 1811 roku. Na przestrzeni lat w grobowcu pochowano siedmiu członków rodziny, w tym w 1849 roku samego twórcę budowli.

### Dewastacja
Po przejściu majątku w Rapie w ręce innej rodziny, co stało się pod koniec XIX wieku, o piramidzie zaczęto zapominać. Położona z dala od zabudowań została zasłonięta przez las. Podczas I wojny światowej zdewastowali ją rosyjscy żołnierze. Radzieccy żołnierze w czasach II wojny światowej również poszukiwali tutaj kosztowności. Reszty dokonali Polacy osiedleni tutaj po drugiej wojnie światowej. Jeszcze na początku XXI wieku przybywający tu turyści rozgrzebywali kijami trumny. Lokalne władze zamurowały wejście do grobowca dopiero w 2010 roku.

### Renowacja
W latach dziewięćdziesiątych XX wieku przypomniano sobie o nietypowej dla okolic budowli. Została wpisana na listę zabytków. Wnętrze uporządkowano, ustawiając trumny i układając w nich ciała, a otwarte wejście zostało zamurowane. W okna wstawiono kraty i podmurowano ściany. Od szosy zrobiono wzdłuż grobli przecinkę ułatwiającą dostęp. Obecnie trumny są zamknięte, a obiekt można oglądać jedynie przez zakratowane okienka znajdujące się po bokach i z tyłu. W 2015 naukowcy z Instytutu Archeologii Uniwersytetu Warszawskiego przeprowadzili kompleksowe badania archeologiczno-architektoniczne piramidy. W 2016 odgruzowano posadzki, zabezpieczono ściany i grożący zarwaniem strop oraz oczyszczono kanały wentylacyjne. W 2018 roku dzięki staraniom Nadleśnictwo Czerwony Dwór, na terenie którego znajduje się kaplica, odrestaurowano piramidę, która odzyskała dawną świetność. Wartość prac wyniosła 890 tys. zł i pokryta została z Funduszu Leśnego Lasów Państwowych.

## Szczegóły konstrukcyjne
Wzorowana na piramidach egipskich konstrukcja ma sklepienie wewnętrzne pochylone pod kątem 51°52', czyli identycznym jak w piramidach egipskich. Podstawa zbudowana jest z kamienia polnego, na planie kwadratu. Zewnętrzne wymiary piramidy wynoszą:
- wysokość: 15,9 m
- długość boku podstawy: 10,4 m

Droga ze dworu w Rapie do piramidy biegła specjalnie usypaną na bagnistym terenie groblą. Podobno wzdłuż niej, na całej długości, ustawione były rzeźby. Ciała złożone w grobowcu rzeczywiście uległy mumifikacji pomimo bardzo wilgotnego terenu.

## Podania i legendy
Tak niezwykła w kształcie budowa obrosła na przestrzeni lat w kilka legend dotyczących jej powstania i historii. Jedna z opowieści głosi, jakoby powracający z podróży baron zastał martwymi siedmioro członków swojej rodziny i dla nich zbudował grobowiec w kształcie piramidy. Według tego podania, w czasie peregrynacji Friedricha miało dojść do niesnasek w rodzinie. Na wieść o rychłym powrocie męża, pani Fahrenheid zorganizowała obiad mający doprowadzić do pojednania między zwaśnionymi kuzynami. W trakcie obiadu doszło do tragedii – wszyscy biesiadnicy zatruli się śmiertelnie grzybami. Historia ta jest z pewnością nieprawdziwa – wprawdzie niektórzy z domniemanych uczestników obiadu rzeczywiście zostali pochowani w piramidzie, jednak o wiele lat później, np. Johann Friedrich von Fahrenheid w 1834 roku, a Wilhelmine von Fahrenheid, organizatorka obiadu, w 1847 roku.
Inna, współcześniejsza już legenda, opowiadana przez niektórych okolicznych mieszkańców dotyczy braku głów u pochowanych. Według niej, w czasach, gdy grobowcem nikt się już nie opiekował, zaraza zabiła całe bydło w okolicy. Ludzie mieli podejrzewać, że leżące w piramidzie zwłoki są złymi marami, gdyż się nie rozkładają, i to one spowodowały pomór. Chcąc zwalczyć złe moce pozbawiono ciała głów. W istocie najprawdopodobniejsze jest, że zbezczeszczenie zwłok dokonało się podczas dewastacji dokonanej przez czerwonoarmistów w 1945 roku.
Nieopodal Rapy, w Zakałczu Wielkim znajduje się inny grobowiec, w którym spoczywające zwłoki również uległy mumifikacji i pozbawione zostały głów.

## Galeria

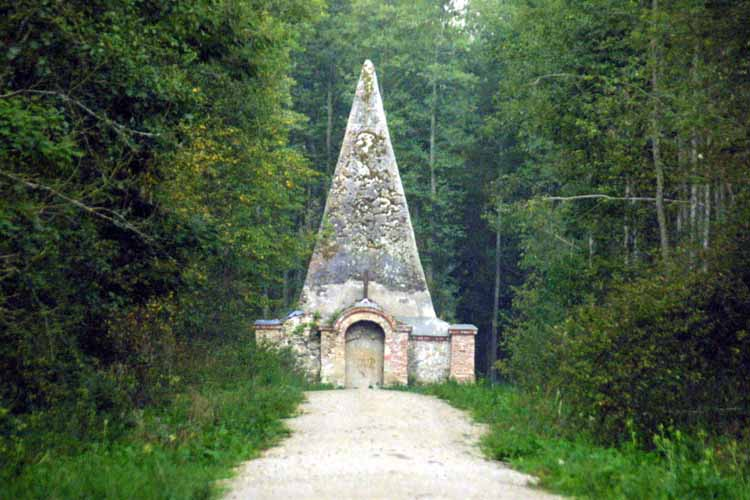
Piramida przed rewitalizacją (2002)
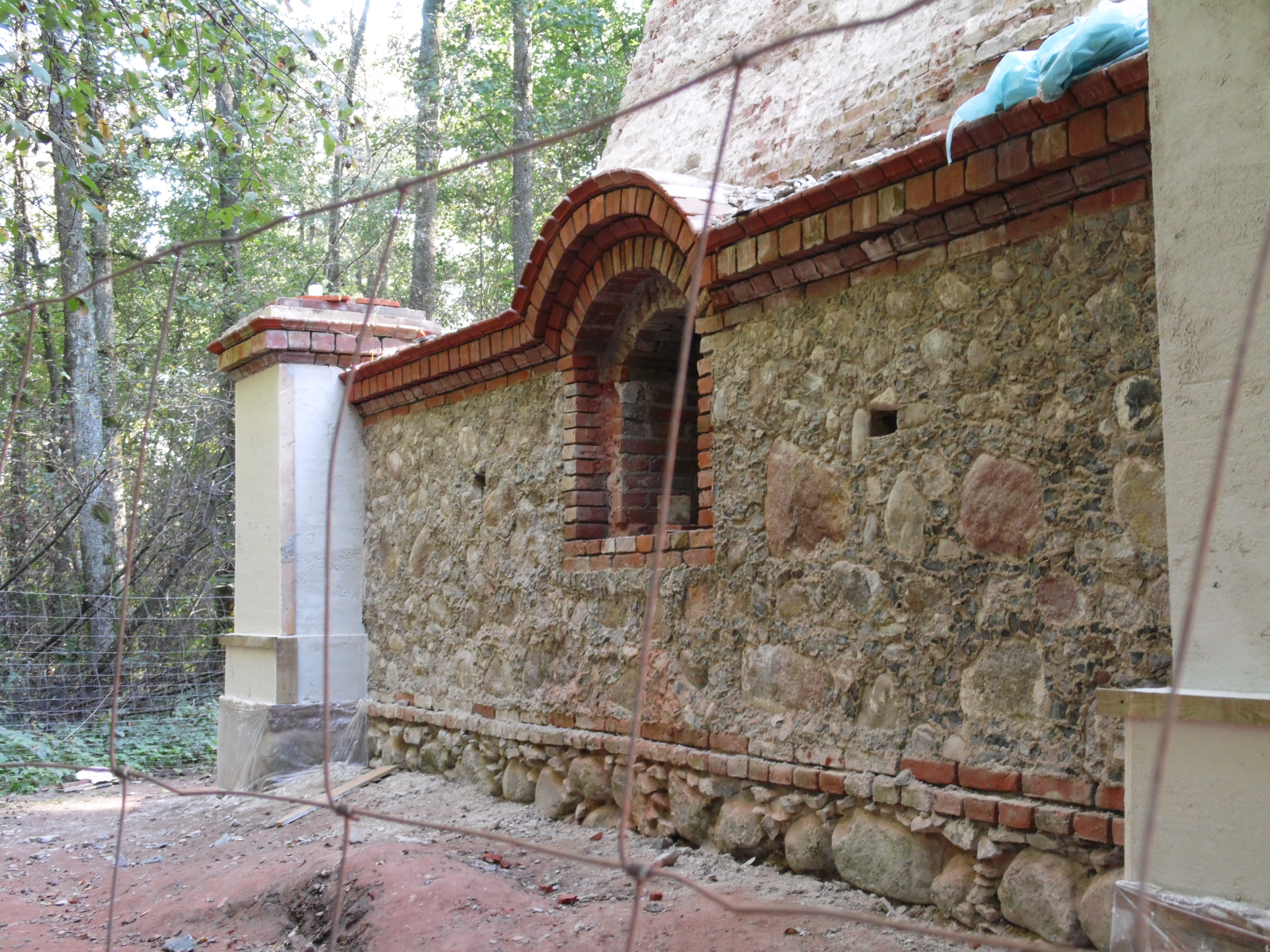
Elewacja boczna (2018)
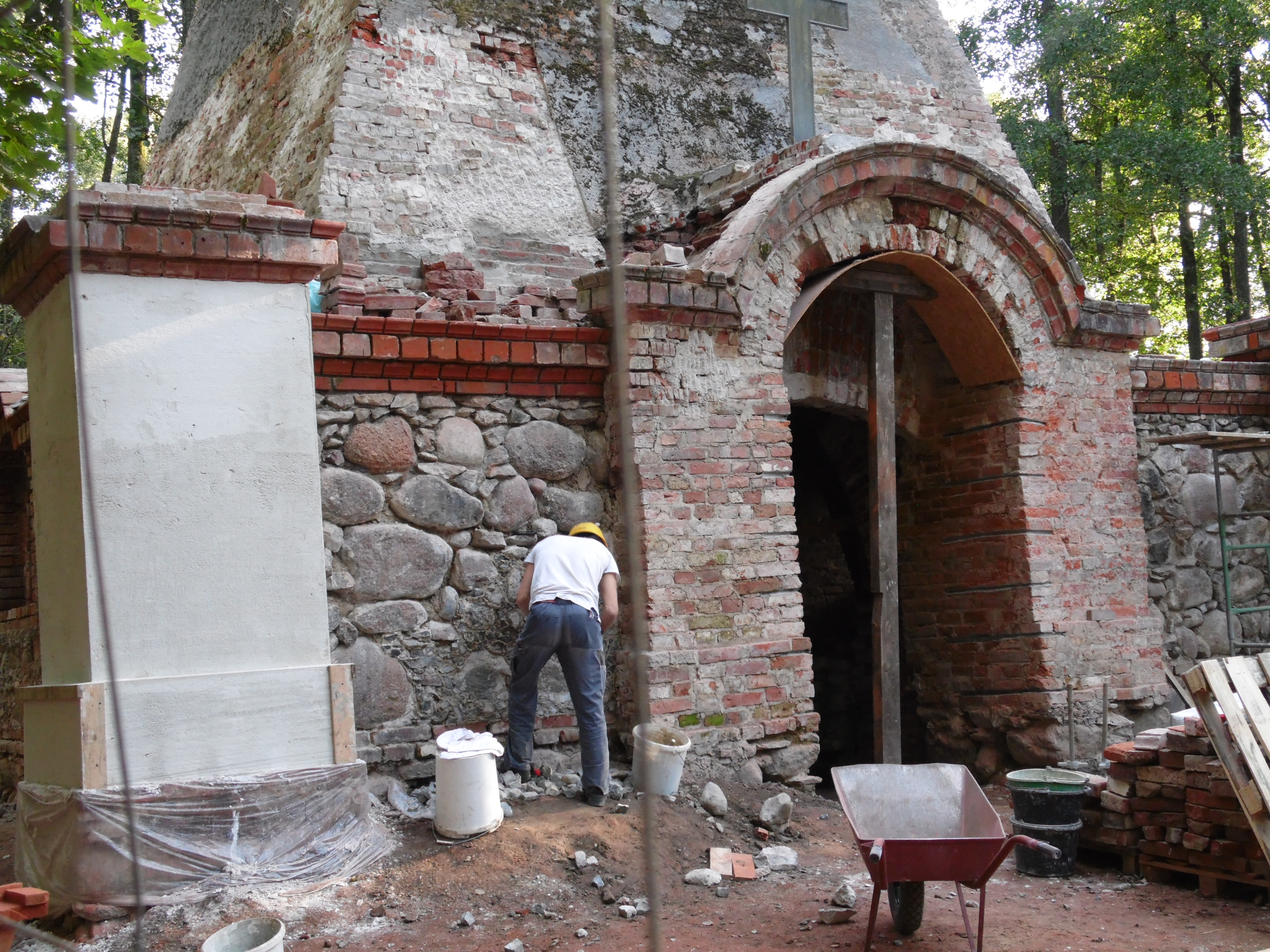
Rewitalizacja obiektu (2018)
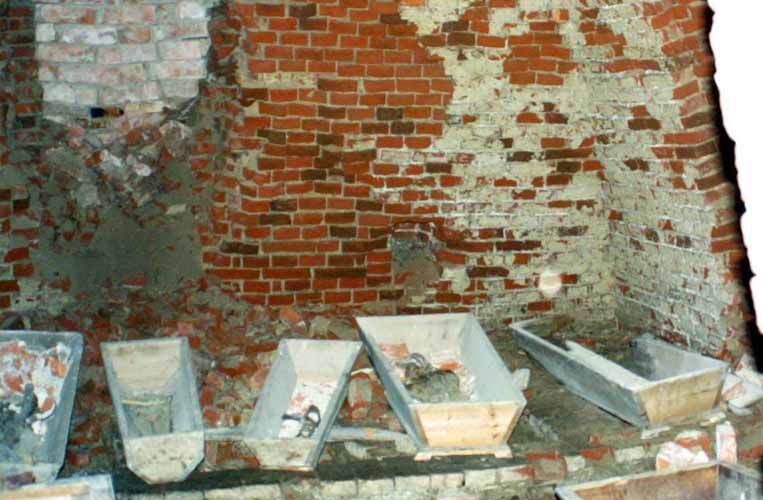
Wnętrze (2002)
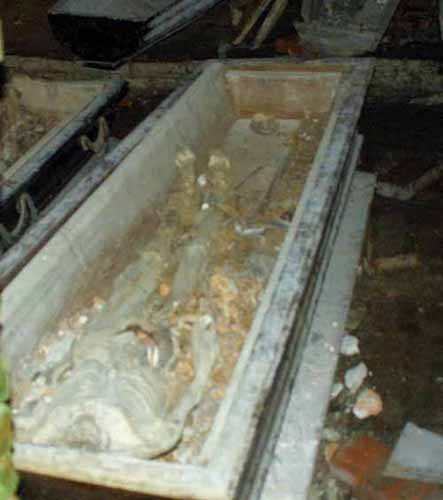
Jedna z trumien ze zwłokami (2002)
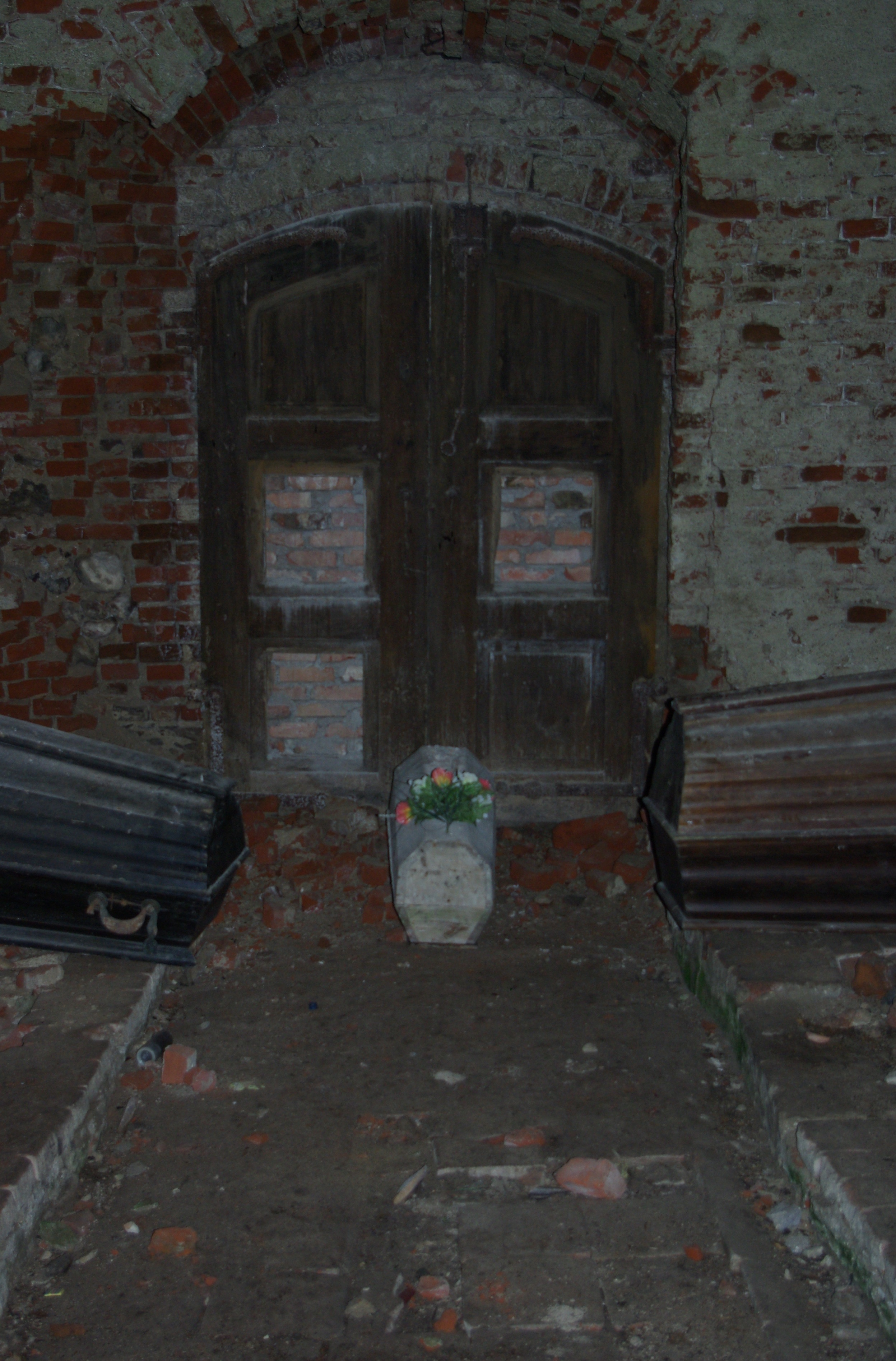
Wnętrze (2010)
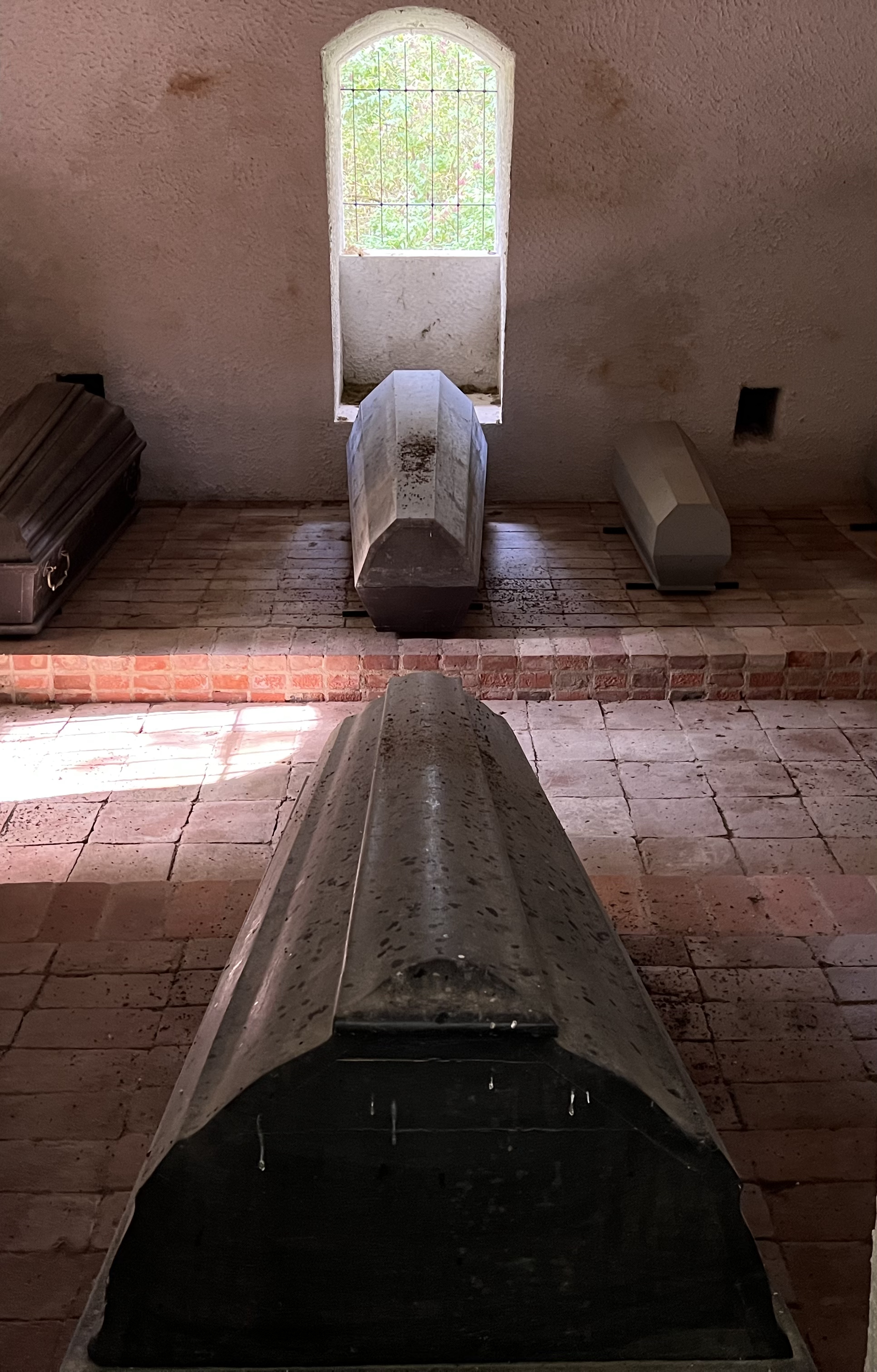
Wnętrze po rewitalizacji (2022)
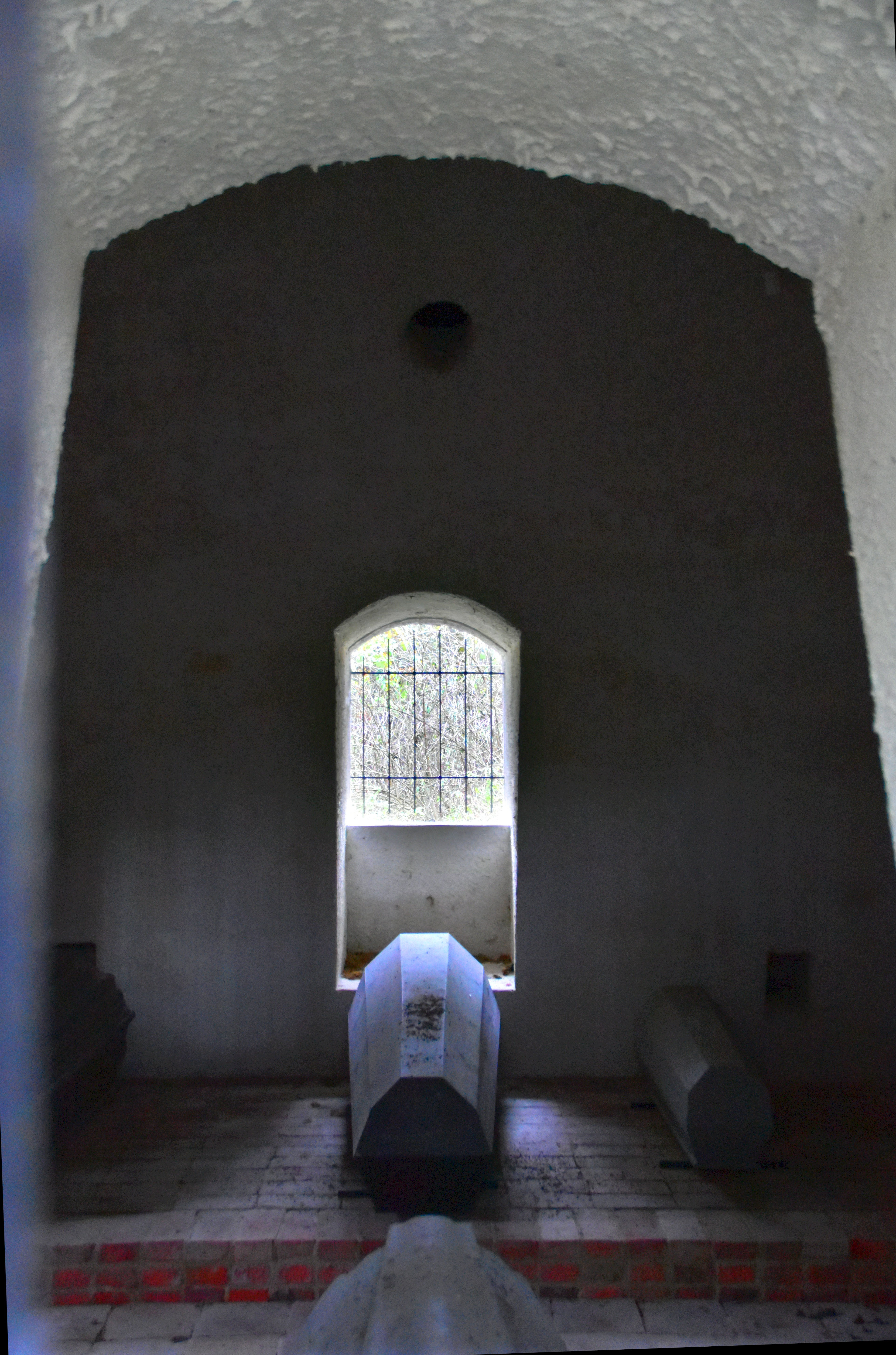
Wnętrze piramidy